# Peščenik (Ivančna Gorica, Slovenija)
Peščenik je naselje u općini Ivančna Gorica u Sloveniji.